# Jolo
Jolo je vulkanický ostrov v jihozápadních Filipínách.

## Geografie
Jolo je spolu s ostrovy Basilan a Tawi-Tawi jedním ze tří největších ostrovů v souostroví Suluských ostrovů. Nachází se jihozápadně od filipínského ostrova Mindanao a severovýchodně od Bornea, který je součástí Malajského souostroví. Na severozápadě ostrova se nachází Španěly založené město Jolo, které je hlavním městem provincie Sulu v rámci filipínského autonomního regionu Bangsamoro. Přibližně třetina obyvatel ostrova žije v municipalitě Jolo. Dalšími obcemi jsou Parang, Patikul a Talipaw.
Sopečný ostrov je posetý četnými sopečnými krátery a sopečnými kužely. Nejvyšší horou ostrova je vyhaslá sopka Mt. Tumatangas. Na ostrově se nachází i činná sopka Bud Dajo.
Jolo je domovem poddruhu jelena sika, který je endemický pouze na tomto ostrově.

## Historie
Prvním důkazem rozšíření islámu na Jolo je náhrobek nalezený na Mt. Data a datovaný do roku 1310 (710 islámského kalendáře).

### Boje se Španěly a Američany
Jolo bylo hlavním ostrovem Suluského sultanátu. Prvními Evropany, kteří vstoupili na Jolo, se v červnu 1578 stali Španělé Esteban Rodriguez de Figueroa (kapitán), Juan del Campo (jezuitský kněz) a Gaspar Gomez (biskup koadjutor), ale záhy museli ostrov opustit. Během následujících staletí podnikli Španělé na Jolo několik nájezdů s proměnlivou úspěšností. Podmanit si Jolo se jim ale nepodařilo. Roku 1878 založili Španělé opevněné město Jolo.

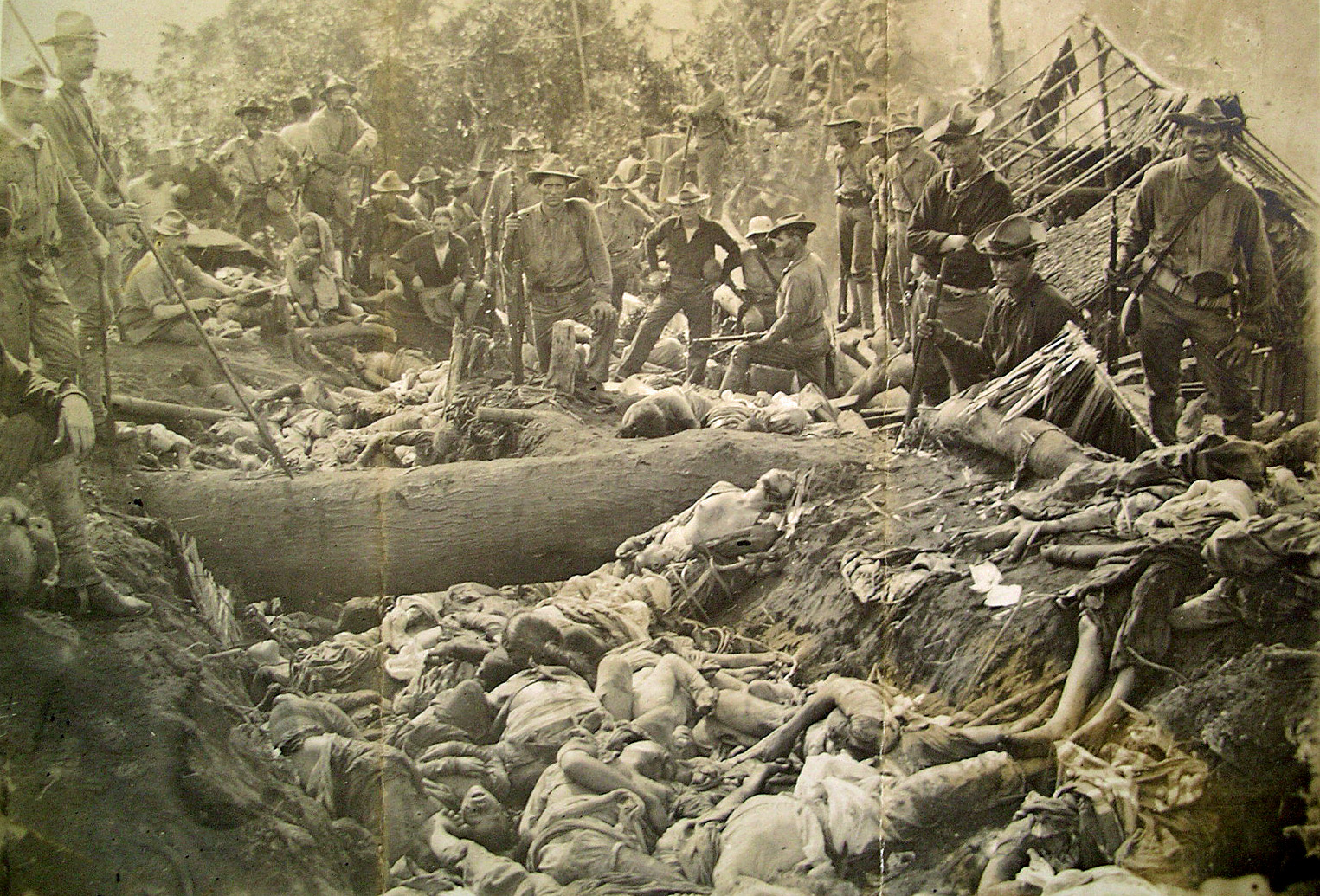
Američtí vojáci pózují nad mrtvými příslušníky etnika Moro po první bitvě o Bud Dajo, 7. března 1906

Po španělsko-americké válce vznesli na Jolo nárok USA. To vedlo k povstání Moro proti okupantům v letech 1899 až 1913 v rámci filipínsko–americké války.

### Druhá světová válka

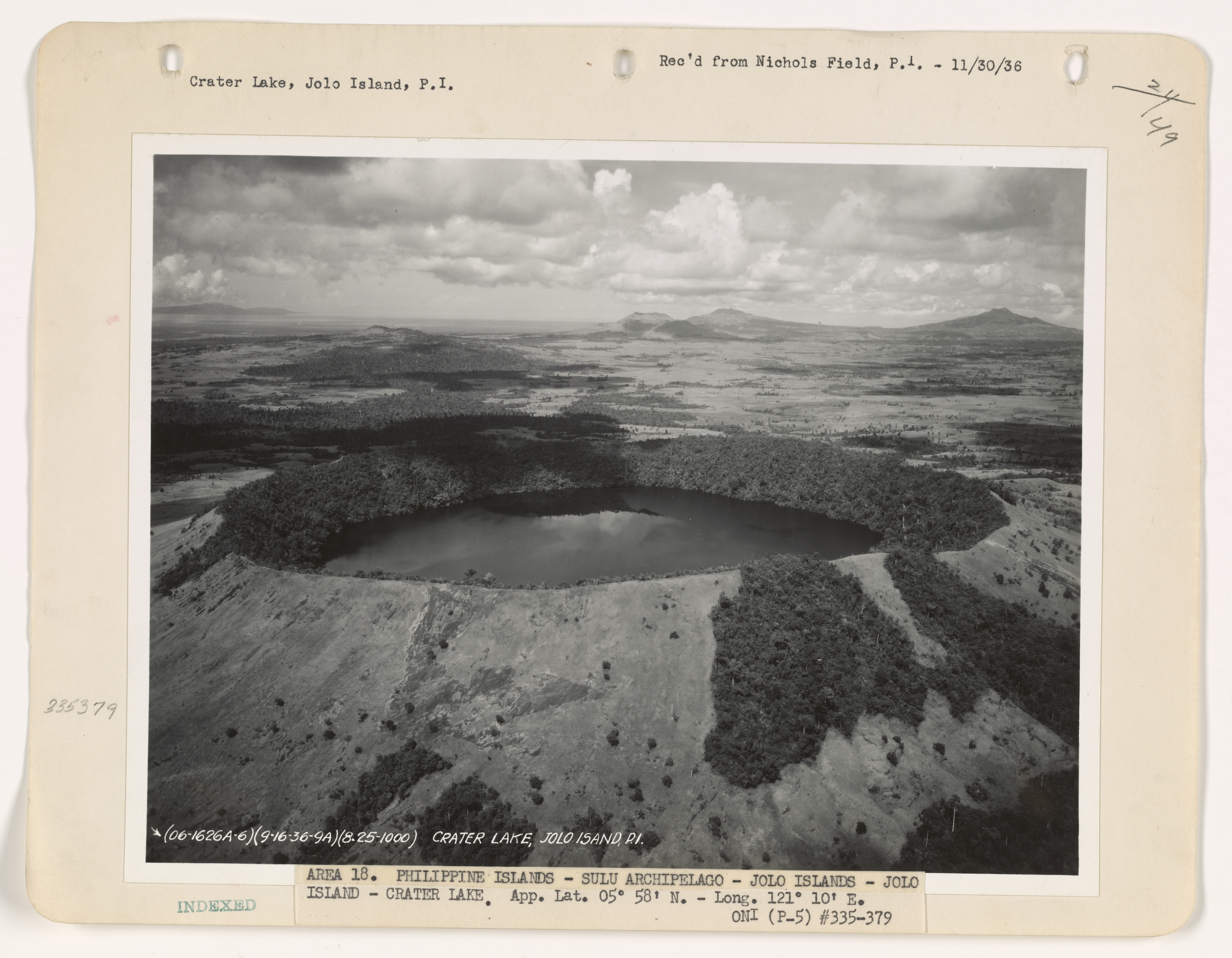
Jezero Panamao v kráteru stejnojmenné sopky na snímku z roku 1936

Na začátku druhé světové války se večer 24. prosince 1941 na ostrově vylodili vojáci japonské 2. kurské Speciální námořní vyloďovací jednotky a 143. pěšího pluku. Podporovaly je letadlová loď Rjúdžó, nosič hydroplánů Čitose, lehký křižník Džincú a torpédoborce. Ráno 25. prosince již bylo město Jolo a přilehlé letiště v japonských rukou. Asi 300 příslušníků slabě vyzbrojené Filipínské policie kladlo pouze slabý odpor. Japonci si tak zajistili další nástupní prostor pro invazi na Borneo.
Japonci drželi ostrov až do jara/léta 1945. Dne 9. dubna 1945 se na severu ostrova bez jakéhokoliv odporu vylodila většina amerického 163. pěšího pluku. Japonci se stáhli do vnitrozemí. Jejich pozice na Mt. Daho byly dobyty 22. dubna. Na Mt. Tuamtangas se japonské jednotky držely až do 30. června a ještě 17. července se hlídka roty I dostala pod palbu asi stovky Japonců.

### 21. století
Boje na ostrově znovu vzplály v únoru 2005, když se asi 4-5000 filipínských vojáků střetlo s 800 islámskými separatisty ze skupiny Abú Sajafa a následovníky Nur Misuariho. Boje vyhnaly z domovů až 12 000 civilistů.